# یعقوب توکلی
یعقوب توکلی (۲ مهر ۱۳۴۶ در آمل) محقق، مورخ، نویسنده، استاد دانشگاه و کارشناس مسائل سیاسی است. توکلی دارای مدرک کارشناسی علوم سیاسی و کارشناسی ارشد روابط بین‌الملل از دانشگاه تهران است. وی سردبیر مجله زمانه، مدیریت گروه تاریخ تمدن پژوهشگاه فرهنگ و اندیشه اسلامی، مدیریت گروه ارشاد و تبلیغ مرکز پژوهش‌های مجلس و مدیریت گروه شهدا در پروژه دائره المعارف دفاع مقدس بوده‌است. توکلی در تدریس هم سابقه طولانی دارد و در دانشگاه سوره، دانشگاه شهید بهشتی، دانشگاه شاهد و حوزه علمیه قم نیز تدریس کرده‌است. وی تاریخ‌نگاری را با تألیف کتاب اسلام‌گرایی در مصر آغاز کرد.

## آثار
- جستارهایی در تاریخ‌نگاری معاصر[۱۲]
- اسلام‌گرایی در مصر[۱۳]
- حقیقت سمیر[۱۴]
- عقاب علیه شیر[۱۵]
- دو نظریه تروریسم و فداکاری در ایران
- خاطرات علی امینی
- دو نظریه انقلاب و ترورسیم در ایران
- کنکاشی در تاریخ‌نگاری معاصر
- انقلاب ناتمام
- شوق استاد
- دار بر دوش
- از اینجا آغاز می‌شود
- سرچشمه
- راز درخت سیب